# 名蔵拝所
名蔵拝所（なぐらうがんじゅ）は、沖縄県石垣市石垣島にある拝所（うがんじゅ）である。

## 概要
神名は照添照明し神。
4座の御イベ名は大本主（おもとあるじ）、東花手吉花（あがりはなてよしはな）、中大木中垂伊（なかおもとなかたらい）、袖垂大主（そでたれおおあるじ）。
嘗て、名蔵に、初金、玉皿、オナリの3兄姉がいた。
初金は心がよこしまで、凶暴で、妹の諫めを聞き入れない。
あるとき、大本大主（おもとおおあるじ）が現れ、オナリに憑き、託宣した。
即ち、こんど琉球国土の守護のために大和から3柱の姉妹神を下り、姉神は首里の弁御嶽に、2人の姉妹神は久米島に渡ったが、山が浅く俗地であるから、八重山のオモト岳の森厳な霊域に移り、諸神から大主（おおあるじ）とあおがれ、当島の守護神として島内の悪疫をはらい、農穀の豊穣をはかり、民に礼恕の徳をしめそうという。
しかし、初金はこれは偽りであるとして信じないで、本物の神であるならば、奇法妙力で山海の巨大な動物を見せてみよという。
オナリのおしえにしたがって、池に行くと、長さ7尺のイノシシに会ったから、これを拳で撃ち殺した。
また潮嶺では、長さ10尺のサメをつかみ殺した。
ますますおごって、実際に神を拝ませよという。
オナリは仕方なくオモト岳の頂の神の御座の中に導いた。
すると天神が現れ、神を偽りとして教えを信ぜず来たのだから、糠を饗しようと降らせ、初金の身を埋めて、白雲に乗って天空高く飛び去った。
初金が山を下りると、その身からは虫がわき、これに食われて半死半生の身で腹を立てて妹を打ち殺し、自らもあい果てた。
その遺体は石となって名蔵野に横たわり、オナリの遺体は神が降臨してオモト岳に召し上げられた。
玉皿はこの神の不思議を拝して大本大主をまつって人々に崇敬させたと伝える。